# ドラゴンボール アドバンスアドベンチャー
『ドラゴンボール アドバンスアドベンチャー』は、2004年11月18日にバンプレストから発売されたゲームボーイアドバンス用アクション+格闘ゲーム。
鳥山明原作の漫画・アニメ作品『ドラゴンボール』のゲームボーイアドバンス作品第3弾。
アニメ『ドラゴンボール』初期からピッコロ大魔王編までを題材としたゲームであり、敵を倒しながらステージを進めるアクションゲームのゴチャバトルと、一対一で闘う対戦格闘アクションのタイマンバトルに分かれる。基本的に原作に沿ってゲームを進めていくが、一部原作と異なる展開（例、ヤムチャとプーアルが荒野のステージのみの登場で、それ以降のステージのストーリーには一切登場しない。など）と、一部アニメ版のアニメオリジナル展開（例、超神水を手に入れるシーンがアニメ版に準拠。など）を見せる。またこのゲームのみジャッキー・チュンの声優がアニメ版などとは異なり、石森達幸が務めている。

## システムと基本操作
セーブデータ画面で、最初から遊ぶ際にゲームの難易度選択があり、やさしい、ふつう、むずかしいの3段階の難しさを選択できるが、1度選択すると選び直すことはできない。難易度が高いほど、雑魚敵の出現数、攻撃力、アイテムの出現率などが変わる。なお、どの難易度で選んでも、全ての要素を遊ぶことができるようになっている。
ストーリーモードでは、どのバトルもゲームオーバー後のリトライと残機があり、残機を消費してリトライするとゲームオーバーになった場面（ゴチャバトルは最後まで進んだエリアのスタート地点から、タイマンバトルは敗北したキャラクターから）からやり直すことができるが、残機がなくなるとリトライができなくなり、そのステージの最初からやり直しとなる。残機はゴチャバトルのステージ内にある1UPアイテムを拾う他、一定のスコアを達すると残機が増えるようになっている。
ゴチャバトル
横スクロールアクションのステージでプレイし、雑魚敵を倒しながら最後に待ち構えるボスキャラクターを倒していく。特定のステージは筋斗雲（クリリンの場合は黒筋斗雲）に乗って突き進むスカイバトルがあり、空中を飛び回りながら敵を倒していく。体力がなくなるか、画面外に落下するとゲームオーバーになる（スカイバトルは常に筋斗雲に乗っているため、落下することはない）。
ステージ内にはコレクションアイテムが設置されていて、取得したアイテムはアイテムメニューでいつでも確認することができる他、特定のアイテムには孫悟空とクリリンの能力を強化することができる。一部のアイテムはステージクリアなどの特定の条件を満たすと、自動的にアイテムを取得する。
ストーリーモードでは、最初に使えるのは悟空のみであるが、2周目からはクリリンを使うことができる。ただし、クリリンの場合はイベントシーンは一切流れない。
1周目のストーリーモードの悟空で、ゲームをクリアするとエキストラ（ストーリーモードと似ているが、独立したモードになっている）が出現して、エキストラでは悟空とクリリン以外のキャラクターを使うことができる。キャラクターはステージ中にあるパネルを取ることで、そのパネルに描かれていたキャラクターをエキストラとミニゲームで使うことができるが、一部のキャラクターは条件を満たさないと使用できない。
タイマンバトル
1VS1の対戦格闘アクションでバトルする。ガードやブレイクなど、タイマンバトルでのみ使用可能なアクションが使える一方、逆にゴチャバトルで使用できたアクションが使えなくなっている。相手の体力をなくなるか、タイムアップ時には残りの体力が多い方が勝利となる。
ストーリー以外では、1人でCPUと対戦するフリーバトル、ソフトを持っているプレイヤー同士で通信ケーブルを繋いで対戦できる通信対戦、次々とキャラクターと連続で対戦するサバイバルの3種類を遊ぶことができるが、サバイバルは初めから選べず、2周目のストーリーモードのクリリンで、占いババの宮殿のステージをクリアすると出現する。フリーバトルと通信対戦では、初期体力と時間とステージの3つを設定できるが、最初に遊べるステージは天下一武道会のみで、他のステージはサバイバルを全員勝ち抜いてクリアしないと選ぶことができない（サバイバルは占いババの宮殿のステージで固定）。
ストーリーでは悟空とクリリンを使用するが、ストーリー以外では条件を満たすと他のキャラクターが使用可能。一部はCPU専用キャラクターで通常では使用できないが、エキストラでパネルを拾ったり条件を満たすことで、エキストラとミニゲームで使用可能である。
原作の展開の都合で、ストーリーモードの桃白白とピッコロ大魔王は、それぞれ1戦目は強制敗北となる（体力が桁違いに高い上、仮に勝利したとしても復活し、背後から必殺技を撃たれて倒される演出が入る）。一方で、ジャッキー・チュンと天津飯は、それぞれ原作と異なり、勝利しないと先に進めないようになっている。

## 操作可能キャラクター
それぞれのキャラクターには使用可能なモードが決められている。
全てのモードで使用可能なキャラクター
- 孫悟空（声優：野沢雅子）

全てのモードで始めから使用可能。
ゴチャバトルでは、如意棒を使用して、必殺技や上に高く上昇する（特定の発動できる場所のみ）などの多くの如意棒の技を使うことができる。
ストーリーモードでクリリンを使用すると、クリリンがボスキャラクターになっていた全ての場面が悟空に変わって、悟空がボスキャラクターになる。
修行の島のステージまでは初期の青い道着を着用するが、1回目の天下一武道会のステージからは亀仙流の道着に変更される。
- クリリン（声優：田中真弓）

ストーリーモード以外は始めから使用可能。
1周目のストーリーモードの悟空で、ストーリーモードをクリアすると、2周目でクリリンをストーリーモードで使うことができる。操作キャラで使用した時は亀仙流の道着となり、初登場時の多林寺はタイマンバトルの同キャラ対戦しか使用できない。
ゴチャバトルでは、悟空と違い、如意棒を使った技が使えない代わりに、場所に関係なく高く上昇できるハイジャンプや、空中にもう1度ジャンプできる2段ジャンプ、敵の動きを一時的に止める必殺技の太陽拳が使えるなど、便利な技を持っている。また、スカイバトルでは黒筋斗雲に乗って進む。
ストーリー以外のモードで使用可能なキャラクター
タイマンバトル、エキストラとミニゲームでそれぞれ出現条件が異なる。
- ジャッキー・チュン（声優：石森達幸）

1周目のストーリーモードの悟空で、1回目の天下一武道会のステージをクリアすると出現。
エキストラとミニゲームでは、ミニゲームの大岩クラッシュで、時々出現するパネルを拾うことで使用可能になる。
原作と異なり、敗北するとゲームオーバーになるため、クリアするには勝利しなければならない。
- 桃白白（声優：大塚周夫）

1周目のストーリーモードの悟空で、聖地カリンのステージをクリアすると出現。
エキストラとミニゲームでは、エキストラのレッドリボン軍基地のステージの最終エリアで、橋の下にあるパネルを入手すると使用可能になる。
1戦目は強制敗北となるため、ゲームオーバーにならない。
- 孫悟飯（じいちゃん）

1周目のストーリーモードの悟空で、占いババの宮殿のステージをクリアすると出現。
エキストラとミニゲームでは、エキストラのキングキャッスルのステージのエリア1のボスのドラムと戦う場所で、ドラムを倒した後にその場所から左側に配置しているパネルを入手すると使用可能になる。
イベントシーンでは仮面を外した素顔を現すが、タイマンバトルでは仮面を付けた状態のみとなる。
- 天津飯（声優：鈴置洋孝）

1周目のストーリーモードの悟空で、2回目の天下一武道会のステージをクリアすると出現。
エキストラとミニゲームでは、エキストラの特定のステージ（悟空の家、ピラフ城、マッスルタワー、海底洞窟、レッドリボン軍、キングキャッスルに出現し、レッドリボン軍のみ2つ）に配置されているドラゴンボールを7つ全て集めるの基地と使用可能になる。
ジャッキー・チュンと同様、原作と異なり、敗北するとゲームオーバーになるため、クリアするには勝利しなければならない。
- ピッコロ大魔王（声優：青野武）

2周目のストーリーモードのクリリンを使用して、全ステージをクリアしてクリリンのエンディングを見た後に出現。使用できるのは2戦目の若返り状態のみで、1戦目の老人状態はCPU専用で使用できない。
エキストラとミニゲームでは、ミニゲームのザコザコファイトで、時々出現するパネルを入手することで使用可能になる。
1戦目で戦う老人状態は強制敗北となるため、ゲームオーバーにならない。
タイマンバトルのみ使用可能なキャラクター
- サイボーグ桃白白（声優：大塚周夫）

タイマンバトルのサバイバルでピッコロ大魔王を使用して、最後に出現するサイボーグ桃白白を倒した状態で、サバイバルをクリアすると出現（ピッコロ大魔王、サイボーグ桃白白以外のキャラクターでは、ピッコロ大魔王が最後の対戦相手になるため、出現条件が満たされない）。
今作唯一のストーリーモードに登場しないキャラクターで、桃白白とは別キャラクター扱い。
このキャラクターのみ、エキストラとミニゲームは使用できない。
エキストラとミニゲームで使用可能なキャラクター
これらのキャラクターにはボイス、HPゲージの左に表示されるキャラクターアイコンが用意されていない。
一部のキャラクターを除いて、1周目のストーリーモードの悟空をクリアした後に出現するエキストラモードで、特定のステージにあるパネルを入手すると出現するものとなっている。
- 山賊兵

悟空の家のステージのエリア1で、白い橋の手前の頭上にあるパネルを入手すると出現。
- 偵察メカ

悟空の家のステージのエリア2で、崖の下にあるパネルを入手すると出現。
常に空を飛ぶことができるキャラクターである。
- ウーロン

ピラフ城のステージのエリア3で、下ルートにある扉の中に配置しているパネルを入手すると出現。
コウモリに変身した姿となっているため、常に空を飛ぶことができるキャラクターである。また、技を発動する時はミサイルに変身する。
- ロボット兵

ピラフ城のステージのエリア3で、上ルートにある奈落の底に配置されているパネルを入手すると出現するが、パネルより下にある穴はミス判定になっているため、常に空を飛べるキャラクターでないと残機が減ってしまう。
- 山賊大熊

修行の島のステージの前半エリアの終盤で、地面から槍が出てくる場所の上空にあるパネルを入手すると出現。
- ピラフマシンのシュウ機

修行の島のステージの後半エリアの終盤で、破壊可能な岩がある場所でパネルを入手すると出現。
- ギラン

修行の島のステージの後半エリアのボスのクリリン（操作キャラクターをクリリンを使用している場合は、ボスは悟空）と戦う場所で、その場所の上空にあるパネルを入手すると出現。
タイマンバトルにも登場するが、CPU専用となっているため、タイマンバトルでは使用できない。
- メタリック軍曹

マッスルタワーのステージのエリア1で、ロッカーの上にあるパネルを入手すると出現。
弱点の顔以外にはダメージを受けない効果を持つキャラクター。
マッスルタワーのステージの中ボス戦では、倒した後に次のエリアへの階段で登ろうとした際、背後からパンチを発射して、ロケットパンチ攻撃をしてくる。
- ナム

マッスルタワーのステージの中ボスのメタリック軍曹と戦う場所で、その場所より先にある階段で登った先の場所に配置しているパネルを入手すると出現。
タイマンバトルにも登場するが、CPU専用となっているため、タイマンバトルでは使用できない。
- 餃子（チャオズ）

海底洞窟のステージのエリア1のスタート地点で、その場所の左へ進むと配置しているパネルを入手すると出現。
タイマンバトルにも登場するが、CPU専用となっているため、タイマンバトルでは使用できない。
原作での天下一武道会の対戦相手はクリリンであるが、1周目のストーリーモードの悟空では原作と違い、本来の対戦相手であるパンプットが登場しないため、今作は餃子と対戦することになる（2周目のストーリーモードのクリリンでは原作通りとなる）。
- ドクロロボ

海底洞窟のステージのエリア2で、右端にある扉の中に配置しているパネルを入手すると出現。
- ムラサキ曹長

海底洞窟のステージの最終エリアで、頭上にある穴の上空に配置しているパネルを入手すると出現。
マッスルタワーのステージの中ボス戦では、単体でのムラサキ曹長を倒した後、5つ子のムラサキ曹長が出現して、5体当時に相手にしなければならない（HPゲージはそれぞれ別々に用意されている）。
- タンバリン

レッドリボン軍基地のステージのスカイバトルが行われる上空エリアで、終盤に飛んでくる3機の戦闘機に配置しているパネルを入手すると出現。
- ブルー将軍

レッドリボン軍基地のステージの基地内部のエリア1で、右下隅にある扉の中に配置しているパネルを入手すると出現。
貯めた技ゲージに応じて、必殺技が変化するキャラクター。
- アックマン

街道のステージのボスのピラフマシンと戦う場所で、その場所の左側にあるパネルを入手すると出現。
占いババの宮殿のステージの中ボス戦では、必殺技でアクマイト光線を発射することがあり、悟空を使用した時は原作通り何もダメージを受けない（悪の心を持たないため）が、悟空以外のキャラクターでは残りHPに関係なく、一撃でミスになる。
- ウクレレ

ヤジロベーの草原のステージのエリア2で、3つの扉がある場所から、右側の扉の中に配置しているパネルを入手すると出現。
移動が常にジャンプしながら進むのみで、通常の移動はできないキャラクター。
元は『ドラゴンボール 大魔王復活』でピッコロ大魔王の手下として登場したゲームオリジナルキャラクター。
- バトルジャケット

キングキャッスルのステージのエリア2で、終盤にある高い建物の扉の中に配置しているパネルを入手すると出現。
- ドラム

ヤジロベーの草原のステージの最終エリアで、ボス手前にある2つの扉から、左側の扉の中に配置しているパネルを入手すると出現。
- ヤムチャ

後述のミニゲームの「ザコザコファイト」の出現条件を満たすと、同時に出現する。
荒野のステージでのボスキャラクター戦ではプーアルが登場するが、操作キャラクターの時は登場しない。
原作では悟空の仲間となって物語に関わるが、本作のストーリーモードは原作と違い、プーアルと共に荒野のステージのみの登場となり、それ以降のステージでのイベントシーンには登場せず、物語には関わらない（ヤムチャが登場するシーンは全て省略されている）。
- レッドリボン兵

後述のミニゲームの「ザコザコファイト」出現条件を満たすと、同時に出現する。

## ミニゲーム
遊べるミニゲームは全部で4種類あるが、全てのミニゲームは特定の条件を満たないと遊ぶことができない（その中の1種類は、条件を満たした上でコマンド入力が必要）。
エキストラと同様に、悟空以外のキャラクターで遊ぶことができる。
- 大岩クラッシュ

岩を砕いて得点を稼ぐゲーム。1周目のストーリーモードの悟空で、ストーリーモードをクリアすると出現。
ストーリーモードでは、カメハウスのステージで挑戦し、大岩を10個壊すとクリア。
ミニゲームのモードでは、大岩の中にジャッキー・チュンのパネルが時々出現することがあり、そのパネルを入手すると、エキストラとミニゲームでジャッキー・チュンが使用可能になる。
- カリン様キャッチ

素早く動き回ったり、分身したりして逃げ回るカリン様を捕まえるゲーム。1周目のストーリーモードの悟空で、ストーリーモードをクリアすると出現。
ストーリーモードでは、聖地カリンのステージで挑戦し、カリン様を10回捕まえるとクリア。
- ボスオンパレード

タイマンバトルのサバイバルと似ているが、こちらはストーリーモードに登場したボスを連続で倒して行くゲーム。ボスを全て倒すとクリア。
コレクションアイテムを全て集めると出現。
- ザコザコファイト

ストーリーモードに登場した雑魚敵をひたすら倒していくゲーム。雑魚敵を全て倒すとクリア。
2周目のストーリーモードのクリリンを使用して、全ステージをクリアしてクリリンのエンディングを見た後、タイトル画面でコマンド入力（L、R、上、下、L、R、左、右、R、R、右の順に入力）すると出現する。出現した同時に、エキストラとミニゲームで、ヤムチャとレッドリボン兵が使用可能になる。
雑魚敵を倒した時にピッコロ大魔王のパネルが時々出現することがあり、そのパネルを入手すると、エキストラとミニゲームでピッコロ大魔王が使用可能になる。

## 関連書籍
- Vジャンプブックスゲームシリーズ  ドラゴンボール アドバンスアドベンチャー - 集英社、2004年11月29日、ISBN 4-08-779303-6